# Vlajka Saúdské Arábie

Saúdskoarabská vlajka
Poměr stran: 2:3

Saúdskoarabská námořní vlajka
Poměr stran: 2:3

Saúdskoarabská námořní válečná vlajka
Poměr stran: 1:2

Vlajka Saúdské Arábie je tvořena zeleným listem o poměru stran 2:3 s bílým arabským nápisem a s šavlí (s rovnou čepelí). Zelená je barva islámu, Mohameda a Fátimovců, dynastie odvozující svůj původ od prorokovy dcery Fátimy. Sečná zbraň symbolizuje výdobytky islámu a vahabitské(?) bojování; nad ní je muslimské vyznání víry (šaháda): Není boha kromě Alláha a Mohamed je jeho prorok. Tento text zaplňuje blok o šířce, která je rovna polovině délky vlajky. Výška nápisu je rovna čtvrtině šířky vlajky. Text se čte zprava doleva.
Rubová strana je shodná s lícovou. To znamená, že pokud je žerď napravo i nalevo od vlajky, je vidět šahádu (čtenou zprava doleva) a zbraň, jejíž ostří směřuje doleva. Ne vždy jsou však vlajky vyrobeny v souladu se tímto principem a ostří na listu se žerdí vlevo směřuje doprava.
Vlajka je v různých úpravách známa už od začátku 19. století; s dvěma zkříženými meči se používala od roku 1946, poté byl pod motto umístěn pouze jeden meč se zakřivenou čepelí a vlajka se dvěma meči byla vyhrazena králi. Poslední úpravy pocházejí z let 1973 a 1981.
Vlajku Saúdské Arábie je zakázáno vyvěšovat na půl žerdi, ani v případech úmrtí významných státníků. Je to z náboženského důvodu, konkrétně jde o náboženský text šahády napsaný na vlajce. Proto by bylo vyvěšování vlajky na půl žerdi neuctivým způsobem urážející islám. Osoba, která tak učiní, může být za to trestně stíhána. Obdobná pravidla se ze stejných důvodů vztahují například i na somalilandskou vlajku.
Saúdskoarabskou vlajku je povoleno užívat pouze pro oficiální účely. Soukromé osoby mohou používat národní vlajku (FIAV symbol ) tvořenou zeleným listem, se symbolem (stejným jako na vlajce saúdskoarabského krále) zlaté palmy a dvěma zkříženými meči v horním cípu vlajky (ve vlající části). (není obrázek)

Rozměry saúdskoarabské vlajky
Vlajka saúdskoarabského krále Poměr stran: 2:3
Saúdskoarabská lodní vlajka (Naval Jack) Poměr stran: 2:3
Rubová strana saúdskoarabské námořní vlajky (barva na obrázku neodpovídá barvě na obrázku lícové strany)

## Historie

Saúdskoarabská vlajka (1932–1934) Poměr stran: 2:3
Saúdskoarabská vlajka (1934–1938) Poměr stran: 2:3
Saúdskoarabská vlajka (1938–1973) Poměr stran: 2:3